# Theromyzon bifarium
Theromyzon bifarium är en ringmaskart som beskrevs av Oosthuizen och Davies 1993. Theromyzon bifarium ingår i släktet Theromyzon och familjen broskiglar. Inga underarter finns listade i Catalogue of Life.